# Plateforme des socialistes européens
La Plateforme des socialistes européens était une alliance électorale entre le Parti socialiste bulgare et le Mouvement pour l'Humanisme social pour les Élections européennes de 2007 en Bulgarie, les différents membres de la « Coalition pour la Bulgarie » (coalition de gauche menée par le Parti socialiste bulgare) ayant décidé de présenter des listes séparées pour cette élection.